# Bakalowits

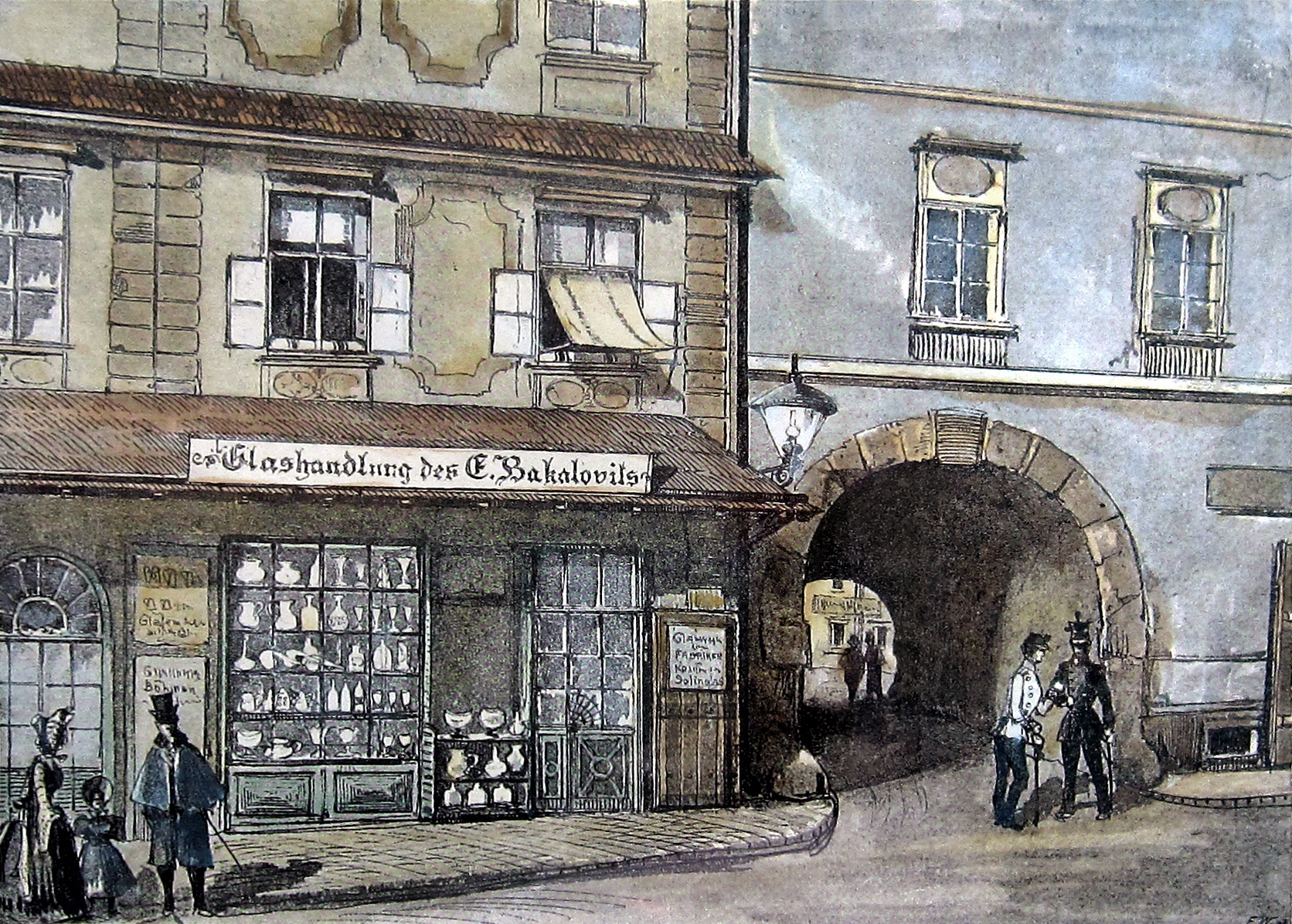
Glaswaarenhandlung der Firma E. Bakalowits auf dem Hohen Markte (Fischhof) im Jahre 1845

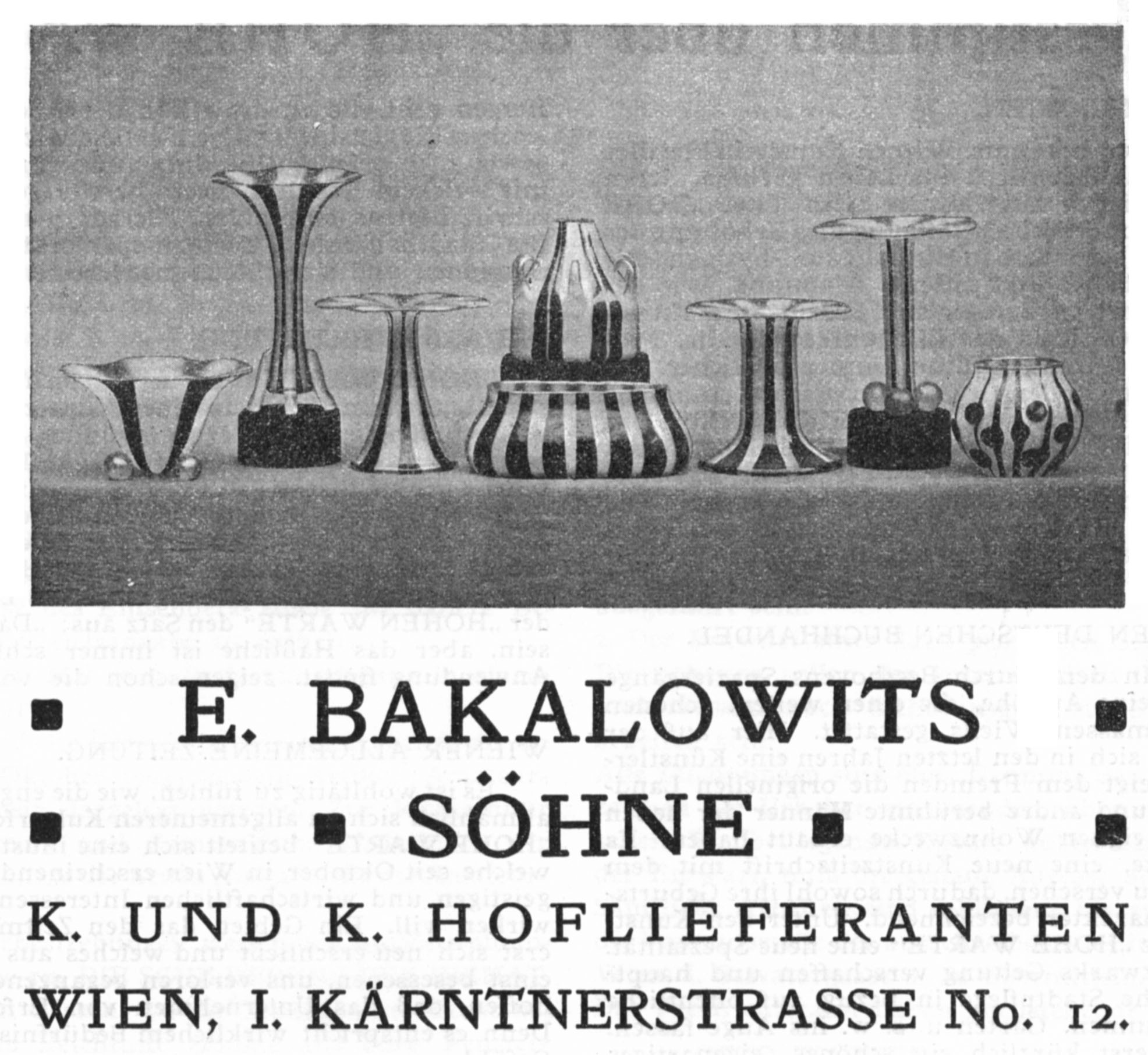
Werbung von E. Bakalowits Söhne Glaswaren (1904)

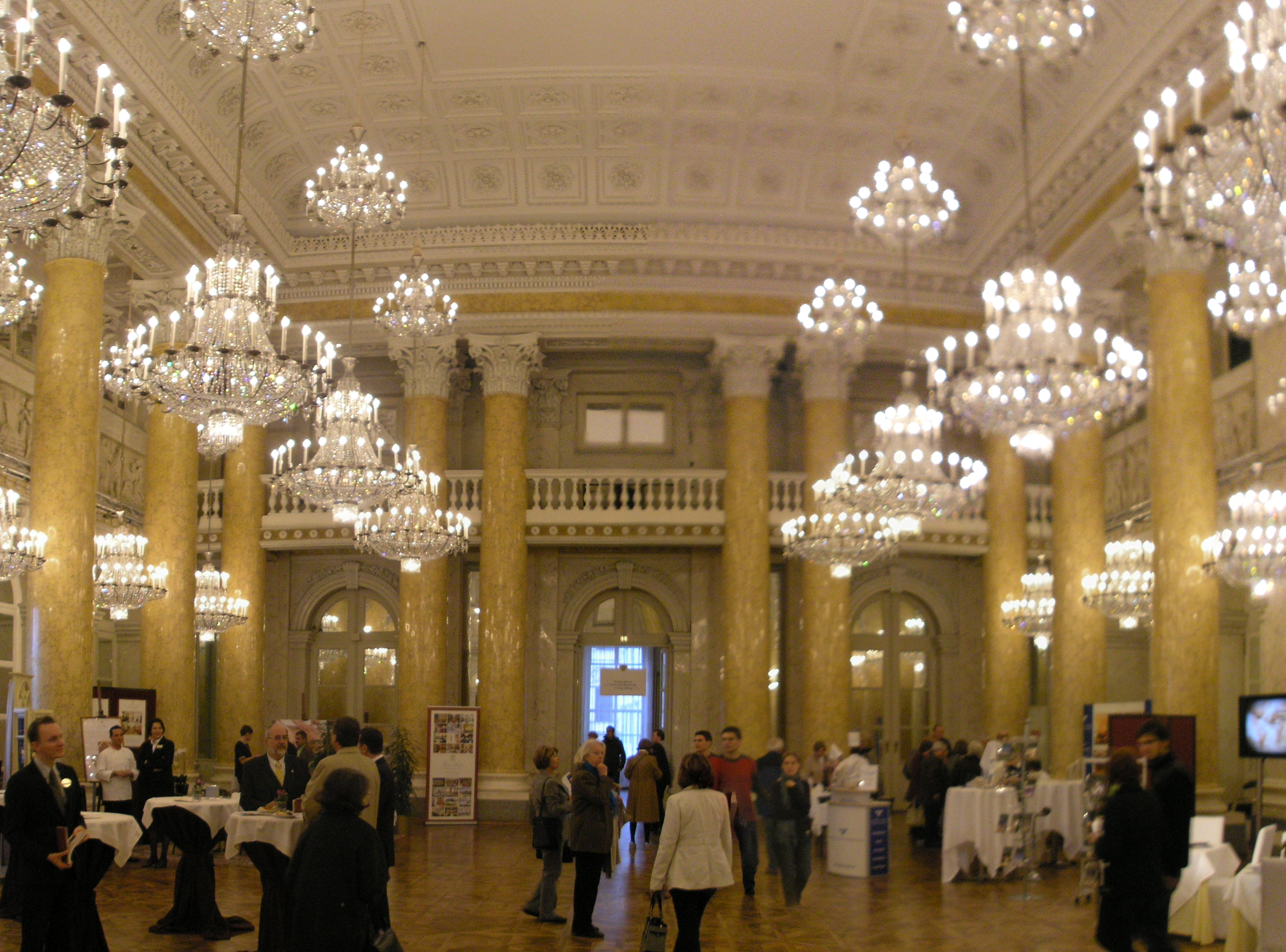
Vergoldete Empire-Messingluster aus dem Jahr 1892 im Zeremoniensaal der Wiener Hofburg. Das Kristallglas hängt in gegliederten Koppenketten. Durchmesser: 1,45 m, Höhe: 1,90 m.

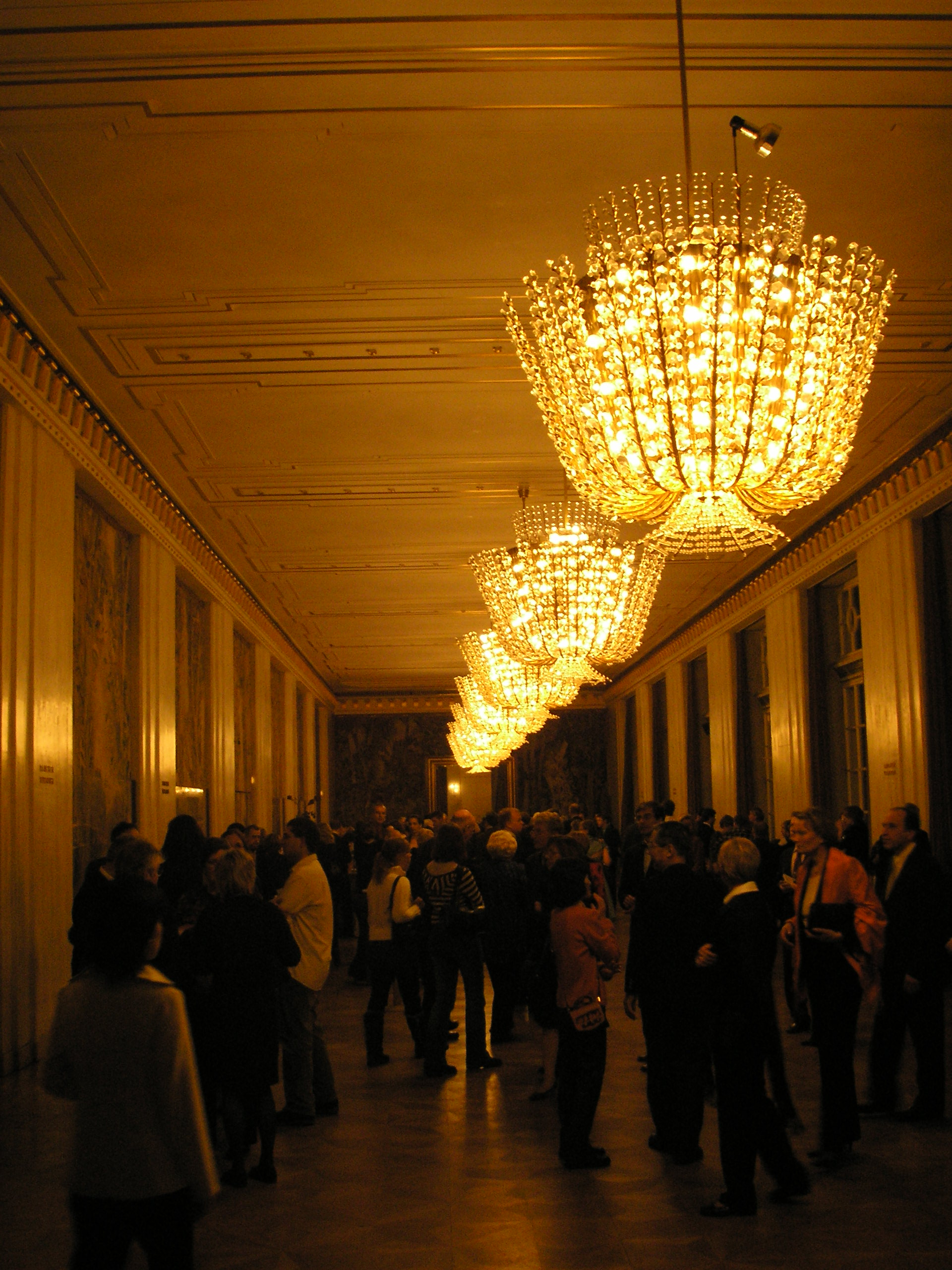
Luster aus den 1950er Jahren im Gustav-Mahler-Saal (ehemals Gobelinsaal) der Wiener Staatsoper. Durchmesser: 1,5 m, Höhe: 1,34 m. Die Lustergestelle sind aus Messing mit 24 Karat galvanisch vergoldet, die blattförmigen Kristallglaselemente sind handgeschliffen.

Bakalowits ist ein Glasfabrikationsunternehmen im 6. Wiener Gemeindebezirk Mariahilf mit Sitz an der Gumpendorfer Straße 32 und einer Werkstatt an der Fillgradergasse 12–14. Das Unternehmen ist ein ehemaliger k.u.k. Hoflieferant.

## Geschichte
Elias Bakalowits (* 1810 in Vukovar; † 1861 in Wien) war Sohn eines Kürschnermeisters in Vukovar. Die wohlhabende Familie verlor ihr Vermögen 1811, Ende der 1820er Jahre begab sich der junge Bakalowits auf Wanderschaft und kam schließlich als Glasergeselle am 12. Februar 1835 in Wien, der Reichshauptstadt der k.u.k. Monarchie an. Er absolvierte ab 20. Februar 1835 eine Lehre im Glaserbetrieb Ignaz Maeyr auf der Tuchlauben und arbeitete nach deren Abschluss im Glaswarengeschäft Ludwig Damiani. In diese Zeit fielen seine ersten – zunächst geschäftlichen und später freundschaftlichen – Kontakte mit Ludwig Lobmeyr. Bakalowits machte sich schließlich selbstständig und eröffnete am 13. Oktober 1845 seine eigene Glaserei und Glaswarenhandlung am Hohen Markt 515. Er heiratete am 31. Juli 1849 in der Margarethen-Kirche Frau Therese Wieninger vom Hundsthurm, eine Schwägerin Franz Sachers. Mit ihrer Hilfe konnte er 1855 ein neues, größeres Geschäft am Hohen Markt 5 (Ecke Tuchlauben) eröffnen. Das Paar hatte sechs Kinder. Der älteste Sohn, Ludwig Johann Bakalowits wurde am 30. Mai 1850 geboren. Taufpate war Herr Ludwig Damiani. Das sechste Kind (Rudolf Franz Bakalowits) wurde am 25. Juli 1859 geboren. Elias Bakalowits starb am 9. April 1861 an einer Blutvergiftung. Damals war Ludwig Johann Bakalowits gerade 11 Jahre alt. Die Witwe Therese musste die Geschäfte übernehmen und gleichzeitig ihre Kinder großziehen, ehe ihr ältester Sohn im Jahr 1865 mit 15 Jahren in das Geschäft eintrat. Der Bedarf an Ausstattung während der Gründerzeit brachte dem Unternehmen, das weiterhin den Namen seines Gründers trug, viele Aufträge. So stattete Bakalowits viele Ringstraßenpalais mit Beleuchtungskörpern aus, auch eine Zusammenarbeit mit dem Architekten Theophil von Hansen kam zustande. Aufgrund seines geschäftlichen Erfolgs konnte das Unternehmen eine neue Adresse im Thonet-Haus an der Kärntner Straße 16 beziehen. Bakalowits pflegte spätestens seit 1870 geschäftliche Beziehungen mit den Glasmanufakturen Winterberg, Eleonorenhain und Marschendorf in Böhmen, von denen zusätzliches Rohmaterial bezogen wurde. Die Schleifer-, Maler- und Gravurarbeiten wurden weiter in Wien getätigt.
1882 zog Therese Bakalowits ihren Sohn Ludwig zur Führung des Unternehmens hinzu, das sich fortan E. Bakalowits Söhne nannte. Ludwig Bakalowits hatte eine Handelsschule besucht, musste aber nach dem Tod seines Vaters eine Glaserlehre durchlaufen. Er heiratete Sophie Leitner.
Ludwig Bakalowits, ein kunstsinniger Mensch, unterhielt zu den Künstlern, die ihm Entwürfe lieferten, freundschaftliche Beziehungen. Mit dem Aufkommen des Wiener Jugendstils vertiefte sich die Zusammenarbeit weiter. Im Jahr 1883 war Ludwig Bakalowits Gründungsmitglied des Wiener Kunstgewerbevereins sowie der Wiener Secession. Koloman Moser, Josef Hoffmann, Otto Prutscher, Otto Wagner, Joseph Maria Olbrich und weitere bekannte Künstler entwarfen nun für das Unternehmen Bakalowits. Die Produkte wurden jetzt mehrheitlich in Böhmen hergestellt, die Zusammenarbeit wurde auf die Glashütten Mariannenhütte, Klostermühle und Lötz erweitert.
Von dem ursprünglichen Segment Glaswaren ausgehend, wurde ab 1880 die Produktion zunehmend auf die Bereiche Lampen bzw. Leuchtkörper (wie Kristallluster) ausgeweitet. Auf diesem Gebiet hilfreich erwies sich die Beratungstätigkeit von Rudolf Bakalowits, des jüngsten Bruders von Daniel Bakalowits. Ersterer war Schüler von Oswald Haerdtls und wurde später Professor für Architektur in Graz. Trotz der Aufgeschlossenheit den neuen Kunstströmungen gegenüber blieb Bakalowits auch der Tradition treu: Den Prinzen Liechtenstein ließ er etwa ein Glasservice von 500 Teilen anfertigen, das diese dem Fürsten Lobkowitz zum Geschenk machten.
Ludwig Bakalowits bewarb sich 1886 für den k.u.k Hoflieferantentitel. Zu diesem Zeitpunkt exportierte er bereits nach Belgien und England, aber auch nach Amerika und Asien. Zudem tätigte das Unternehmen Aufträge für Kaiserin Elisabeth, Kronprinz Rudolf, Erzherzog Karl Ludwig und die Hofburg. Darüber hinaus belieferte es die Höfe von Sachsen, Schweden und Serbien. 1892 wurde Bakalowits schließlich zum k.u.k. Hoflieferanten ernannt und erhielt einen Beleuchtungsauftrag für die Neue Burg und den Redoutensaaltrakt der Hofburg in Wien. Ludwig Bakalowits' Bruder Gustav trat dem Unternehmen bei.
1900 stellte Bakalowits seine Kristallluster bei der Weltausstellung in Paris aus, wo er eine Bronzemedaille gewann. Weitere Ausstellungen folgten in St. Petersburg, London, Genf und Turin. Als das alte Thonet-Haus 1912 abgerissen wurde, übersiedelte Bakalowits in die Spiegelgasse 3.
Der Erste Weltkrieg und der Zusammenbruch der Monarchie 1918 brachte Bakalowits schwere Zeiten. 1928 ließ er Kristallluster und technische Zeichnungen patentieren. Die Weltwirtschaftskrise traf das Unternehmen zwar, es konnte sich aber mit dem Handel von Glas, Porzellan, Silber und dem Handel mit dem Ausland weiterhin behaupten.
Während des Zweiten Weltkriegs musste das Geschäft 1943 schließen. Wertvolle Ware wurde im Keller eingemauert, im Keller von E. Braun & Co. konnte weiter verkauft werden.
Nach dem Krieg erhielt das Unternehmen beim Wiederaufbau des Parlamentsgebäudes, der Wiener Staatsoper, des Burgtheaters, des Wiener Rathauses, des Stephansdoms und weiterer Gebäude auch in den Bundesländern Aufträge.
1959 trat Friedhelm Bakalowits dem Unternehmen bei. Ab 1960 begann das Unternehmen mit Architekten aus dem Nahen und Fernen Osten zusammenzuarbeiten: u. a. wurde in Kuwait das Kuwait International Conference Center for the Islamic Conference ausgestattet. Ein weiterer bedeutender Auftrag war die Lieferung des damals größten Lusters der Welt für das Parlamentsgebäude in Belgrad. Eines ihrer langlebigen Designs im Stil der Sputnik-Lampen stammt aus den 1960er Jahren. Es trägt den Namen Mirakel und besteht aus einem zentral sitzenden Sphäroid aus Gold, aus dem in allen Winkeln zylindrische Kristallstäbe herausragen.
Nachdem ein Auftrag für die Metropolitan Opera in New York an die Konkurrenz Lobmeyr verloren gegangen war, erhielt Bakalowits im Gegenzug einen für das John F. Kennedy Center for the Performing Arts in Washington, D.C.
Das Unternehmen hatte seit den 1990er Jahren mit unlizenzierten Kopien seiner Produkte in der Volksrepublik China zu kämpfen, die erhebliche Geschäftsverluste mit sich brachten. Mit einer zusätzlichen Bankkrise 1998 in Russland musste die Niederlassung in Moskau geschlossen werden und das Unternehmen in den Konkurs treten.
2001 wurde die Firma stark verkleinert in eine GmbH restrukturiert. Weitere Aufträge erhielt das Unternehmen neulich für den Wiederaufbau der Burg Bratislava, für welche mehrere Luster angefertigt wurden. Neben der Anfertigung von Lustern sind auch deren Reparatur bzw. Renovierung wichtige Geschäftsfelder des Unternehmens Bakalowits.